# Aleka's Attic
Aleka's Attic es el nombre de una banda musical donde participaba el fallecido actor River Phoenix, quien junto a su hermana Rain y otros amigos formaron esta agrupación a finales de la década de 1980, después de haber tenido una alineación floja en sus inicios. Llegaron a firmar un contrato con la discográfica Island Records que no llegó a realizarse. A pesar del tiempo que River Phoenix dedicaba a la actuación, nunca dejó de lado su proyecto con la banda.
En 1989, un álbum recopilatorio llamado "Tame Yourself", a beneficio de PETA (People for the Ethical Treatment of Animals), fue lanzado y la canción "Across The Way" compuesta por Aleka's Attic aparece en este álbum. En 1991, el director Gus Van Sant incluyó en la película "My Own Private Idaho" una de las canciones de la banda: "Too Many Colors". River compuso la canción "Lone Star State Of Mine" para la película "A Thing Called Love". Durante 1993, River estuvo trabajando para lanzar el primer álbum de la banda. A pesar de que el álbum estaba casi terminado, nunca pudo llevarse a cabo el lanzamiento del mismo por la trágica muerte de River a finales de octubre. El álbum iba a ser llamado "Never odd or even" y la lista de las canciones es la siguiente:
- Alone We Elope
- Below Beloved
- Bliss Is...
- DogGod
- Get Anything
- Note to a Friend
- Safety Pins and Army Boots
- Scales and Fishnails
- Senile Felines
- 2x4
- You're So Ostentatious

- Datos: Q2832480